# Colomys eisentrauti
Colomys eisentrauti — вид ссавці з родини мишевих (Muridae). Ареал: Камерун.

## Таксономія
Вид відокремлено від C. goslingi. Оригінальна назва в описі: Colomys goslingi eisentrauti. 